# Exportweltmeister
Exportweltmeister ist ein Schlagwort, das uneinheitlich für den Staat mit dem weltweit höchsten Handelsbilanzüberschuss oder dem höchsten Exportwert benutzt wird.

## Allgemeines
Wenn ein Land einen Handelsbilanzüberschuss hat, bedeutet dies, dass dessen Exporte höher sind als die Importe. Die Differenz zwischen Exporten und Importen heißt Außenbeitrag. Der Begriff „Exportweltmeister“ wird in der Fachsprache meist nicht benutzt, weil er positiv oder negativ konnotiert ist sowie uneinheitlich definiert ist.
Häufig wird der monetäre Wert der Exporte in US-Dollar oder Euro bemessen. Da Wechselkursschwankungen zwangsläufig einen starken Einfluss auf die Statistik haben können, wird der Warenwert manchmal alternativ in Kaufkraftparitäten ermittelt. Als Volkswirtschaft wird meist die Wirtschaft eines Nationalstaates verstanden, nur selten größere Wirtschaftsräume wie der Europäische Binnenmarkt.

## Geschichte
Zwischen 1900 und 2002 waren – gemessen am Exportvolumen – meist die Vereinigten Staaten Exportweltmeister. Nur zwischen 1986 und 1988 sowie 1990 war die Bundesrepublik Deutschland in dieser Phase Exportweltmeister. 2000 führte Japan mit 99,7 Mrd. USD vor Deutschland mit 77,9 Mrd. USD. Von 2003 bis 2008 war Deutschland erneut Exportweltmeister. 2009 war erstmals die Volksrepublik China Exportweltmeister.
Die Vereinigten Staaten waren in der Warenexportstatisitik von 2003 bis 2010 Zweiter oder Dritter. Das Vereinigte Königreich verlor 1960 seine langjährige zweite Position an Deutschland und 1971 die dritte Position an Japan. Dieses war 1971 bis 2000 und zwischen 2001 und 2003 jeweils Dritter. China war 2004 erstmals Dritter und belegte 2007 und 2008 den zweiten Platz. Nach Chinas Aufstieg zum Exportweltmeister belegte Deutschland 2009 den zweiten Platz.
Deutschland war lange Zeit Exportweltmeister, weil insbesondere Produktqualität/Dienstleistungsqualität („made in Germany“), Preis-Leistungs-Verhältnis, Produktinnovationen, verbesserte Produktionsprozesse mit folgender Produktivitätssteigerung, Arbeitsmotivation und staatliche Infrastruktur wichtige Grundbedingungen hierfür erfüllten. Diese verbesserten die internationale Wettbewerbsfähigkeit trotz der gestiegenen Arbeitskosten und der Aufwertungen der DM. Mit den Gütern und Dienstleistungen wurde zwangsläufig auch Know-how und Technologie transferiert, die für Nachahmerprodukte im Ausland als Vorbild dienten.

## Statistik
Die Länder mit dem höchsten Nettoexport (nur Handelsbilanzüberschuss):
| Staat                        | Exportüberschuss 2019 in Mrd. US-$ | Exportüberschuss 2022 in Mrd. US-$ |
| ---------------------------- | ---------------------------------- | ---------------------------------- |
| Volksrepublik China          | 421,90                             | 877,6                              |
| Deutschland                  | 254,94                             | 84,0                               |
| Russland                     | 164,24                             | 291,5                              |
| Saudi-Arabien                | 126,70                             | 222,1                              |
| Niederlande                  | 73,26                              | 66,9                               |
| Irland                       | 71,30                              | 68,1                               |
| Australien                   | 50,02                              | 103,0                              |
| Katar                        | 41,29                              | 96,6                               |
| Vereinigte Arabische Emirate | 88,4                               | 173,9                              |
| Norwegen                     | 60,1                               | 144,9                              |

Die Volksrepublik China führt seit 2009 die Liste der Exportweltmeister an, im Jahre 2019 gefolgt von Deutschland und Russland. 2022 ergab sich eine stark veränderte Reihenfolge, denn Russland und Saudi-Arabien folgten auf China, während Deutschland auf Rang acht abrutschte.

## Wirtschaftliche Aspekte
Von erheblicher Bedeutung in der Außenwirtschaft ist die Frage, in welchem Umfang ein Staat anderen Ländern seine Leistungen netto bereitstellt oder netto für die eigene Verwendung aus dem Ausland erhält; diese Frage wird durch den Außenbeitrag beantwortet. Volkswirtschaftlich weicht der Exportweltmeister wie alle nettoexportierenden Staaten vom Staatsziel des außenwirtschaftlichen Gleichgewichts ab. Bei einem Außenbeitrag von „null“ entspricht das Bruttoinlandsprodukt (BIP) der inländischen Verwendung, bei einem Nettoexport absorbiert das Ausland einen Teil des inländischen BIP, bei einem Nettoimport beansprucht das Inland Leistungen aus dem Ausland. Der Außenbeitrag wird daher häufig als Maßstab für außenwirtschaftliches Gleichgewicht benutzt. Das außenwirtschaftliche Gleichgewicht kann Staatsziel sein wie etwa in Deutschland, wo § 1 StabG verlangt, das Bund und Länder bei ihren wirtschafts- und finanzpolitischen Maßnahmen die Erfordernisse des gesamtwirtschaftlichen Gleichgewichts zu beachten haben. „Die Maßnahmen sind so zu treffen, dass sie im Rahmen der marktwirtschaftlichen Ordnung gleichzeitig zur Stabilität des Preisniveaus, zu einem hohen Beschäftigungsstand und außenwirtschaftlichem Gleichgewicht bei stetigem und angemessenem Wirtschaftswachstum beitragen“. Die EU-Kommission geht in den EU-Mitgliedstaaten von einem außenwirtschaftlichen Gleichgewicht aus, solange der Leistungsbilanzüberschuss oder das Leistungsbilanzdefizit innerhalb von 3 Jahren den Schwellenwert von 6 % des Bruttoinlandsprodukts nicht überschreitet.
Im Jahre 2015 wiesen weltweit 123 Staaten ein Handelsbilanzdefizit, aber lediglich 62 Staaten einen Handelsbilanzüberschuss aus. Beiden fehlt es am außenwirtschaftlichen Gleichgewicht, denn auch das Handelsbilanzdefizit ist ein Ungleichgewicht. Gleichgewicht bedeutet, dass der Saldo der Ausgaben aus Importen und der Einnahmen aus Exporten mittelfristig „null“ ist. Auch ein Außenbeitrag von „null“ bedeutet noch kein außenwirtschaftliches Gleichgewicht, denn die übrigen Teilbilanzen können Überschüsse oder Defizite ausweisen.
Einem positiven Außenbeitrag steht in der Regel ein Netto-Kapitalexport gegenüber, weil der Nettoexport an Waren und Dienstleistungen vom Ausland nicht in Form einer Gegenlieferung von Waren und Dienstleistungen bezahlt wird. Wenn die USA beispielsweise mehr aus Deutschland importieren als sie selbst nach Deutschland exportieren, macht dies (wenn der Ausgleich der Zahlungsbilanz nicht über eine andere Teilbilanz erfolgt) einen Kapitalexport Deutschlands in die USA erforderlich, sei es, dass den USA aus Deutschland ein Kredit gewährt wird, sei es, dass deutsche Wirtschaftssubjekte in den USA einen Unternehmenskauf tätigen, so dass die USA mit diesen Einnahmen ihren Importüberschuss gegenüber Deutschland bezahlen können, oder ähnliche Formen von Kapitalexport. Ein anhaltender Exportüberschuss führt also zu einem Anstieg des finanziellen Nettoauslandsvermögens, d. h. entweder zur Erhöhung einer Nettogläubigerposition oder zur Reduktion einer Nettoschuldnerposition, wenn auch nicht notwendigerweise im Verhältnis zum BIP.
Ein Nettoexport führt zu steigenden Währungsreserven. Sie entstehen durch Leistungsbilanzüberschüsse eines Staates oder Wirtschaftsraumes. Nettoexporte können zum Abbau der Fremdwährungsschulden beitragen. Umgekehrt führen Nettoimporte zum Abbau von Währungsreserven, weil sie mit Devisen bezahlt werden müssen, was die Devisenbilanz belastet und zur Erhöhung der Staatsschulden beitragen kann. Zunehmende außenwirtschaftliche Ungleichgewichte werden als mögliche Ursache der Finanzkrise ab 2007 kritisch erörtert.
Als Exporte gelten auch importierte Vorleistungsgüter und Zwischenprodukte, die im Inland weiterverarbeitet und dann exportiert werden, selbst wenn der deutsche Wertschöpfungsanteil sehr gering ist. Das ist vertretbar, solange die Produkte erst durch die Weiterverarbeitung Marktreife erlangen.
Der Titel „Exportweltmeister“ ist fragwürdig. Einerseits nehmen die Länder eine unterschiedliche Rangfolge ein, wenn man den absoluten Exportwert oder die Nettoexporte zugrunde legt. Andererseits wird die Rangfolge auch von der zugrunde gelegten Währung beeinflusst. Ein völlig anderes Bild ergibt sich wiederum, wenn man die Dienstleistungsexporte berücksichtigt: Dann wäre beispielsweise 2006 nicht Deutschland, sondern die USA „Exportweltmeister“ gewesen.

## Deutschlands Exportorientierung
Der global zunehmende Güterhandel führt nicht nur zu einem Zuwachs von Exporten bzw. Importen von Fertigwaren, sondern tendenziell auch zu einem Zuwachs von importierten bzw. exportierten Vorleistungen. Fraglich ist, ob sich einhergehend das Verhältnis des Wertes der Vorleistungen zum Wert der Exportgüter (die sogenannte Fertigungstiefe) verändert und falls ja, wie die Folgen dieses Trends zu beurteilen sind. Einige Ökonomen wie Hans-Werner Sinn warnen, dass Deutschland zu einer Basarökonomie verkomme, in der die inländische Wertschöpfung (also der Wert der exportierten Güter abzüglich des Wertes der zur Herstellung benötigten Importgüter) stark zurückgehe. Dass Deutschland zwar von 2003 bis 2008 Exportweltmeister war, aber dennoch eine steigende Arbeitslosigkeit zu verzeichnen hatte, sei ein Indiz für diese These.
Kritiker der These von der Basarökonomie entgegnen, dass die Wertschöpfung an den deutschen Exportprodukten zu rund 75 % in Deutschland erfolge. Die Fertigungstiefe sei damit nach wie vor sehr signifikant. Daher könne nicht von einer Basarökonomie gesprochen werden. Dieser Trend müsse ohnehin infolge zunehmender globaler Handelsverflechtung als unabänderliche Erscheinung hingenommen werden.

## Hörfunk
- Caspar Dohmen: Made in Germany – Exportchampion am Pranger., Deutschlandfunk – Hintergrund vom 5. Februar 2014